# Olympische Jugend-Sommerspiele 2018/Teilnehmer (Serbien)
| Gelbes Symbol für Goldmedaillen mit stilisierten Olympischen Ringen | Graues Symbol für Silbermedaillen mit stilisierten Olympischen Ringen | Braundes Symbol für Bronzemedaillen mit stilisierten Olympischen Ringen |
| ------------------------------------------------------------------- | --------------------------------------------------------------------- | ----------------------------------------------------------------------- |
| —                                                                   | 2                                                                     | 3                                                                       |

Die Jugend-Olympiamannschaft aus Serbien für die III. Olympischen Jugend-Sommerspiele vom 6. bis 18. Oktober 2018 in Buenos Aires (Argentinien) bestand aus 16 Athleten.

## Athleten nach Sportarten

### Karate
Mädchen
- Ivana Perović
Kumite bis 59 kg: Bronze

### Leichtathletik
| Mädchen - Ivana Ilić 200 m: 13. Platz - Nikolina Mandić 800 m: 20. Platz | Jungen - Nikola Mujanović Hochsprung: 10. Platz |

### Schießen
| Mädchen - Marija Malić Luftgewehr 10 m: Bronze Mixed: 13. Platz (mit Amar Dizdarević Bosnien und Herzegowina) | Jungen - Aleksa Mitrović Luftgewehr 10 m: Bronze Mixed: 17. Platz (mit Isidora van de Perre Chile) |

### Schwimmen
| Mädchen - Anja Crevar 400 m Freistil: 19. Platz 200 m Lagen: Silber - Mila Medić 50 m Brust: 19. Platz 100 m Brust: 28. Platz | Jungen - Dušan Babić 100 m Freistil: 23. Platz 200 m Freistil: 17. Platz 200 m Lagen: 13. Platz - Boris Lačanski 400 m Lagen: 27. Platz 800 m Lagen: 18. Platz |

### Taekwondo
| Mädchen - Nadica Božanić Klasse bis 63 kg: Silber | Jungen - Bogdan Bulat Klasse bis 55 kg: 9. Platz - Dušan Božanić Klasse bis 73 kg: 5. Platz |

### Tennis
Jungen
- Marko Miladinović
Einzel: 1. Runde
Doppel: 1. Runde (mit Arnaud Bovy  Belgien)
Mixed: Viertelfinale (mit Kaja Juvan  Slowenien)

### Tischtennis
Mädchen
- Sabina Surjan
Einzel: 9. Platz
Mixed: 4. Platz (mit Truls Möregårdh  Schweden)

### Turnen

#### Gymnastik
Jungen
- Vlada Raković
Einzelmehrkampf: 22. Platz
Boden: 21. Platz
Pferd: 26. Platz
Barren: 24. Platz
Reck: 6. Platz
Ringe: 12. Platz
Seitpferd: 31. Platz
Mixed: 12. Platz (im Team Hellgrün)